# Bilawal Bhutto Zardari
Bilawal Bhutto Zardari (en ourdou : بلاول بھٹو زرداری), né le 21 septembre 1988 à Karachi, est un homme politique pakistanais. Depuis le 30 décembre 2007, il dirige, dans un premier temps avec son père, Asif Ali Zardari, le Parti du peuple pakistanais, alors que ce dernier a été successivement au pouvoir puis le principal parti d'opposition.
Issu d'une famille traditionnellement influente politiquement, il est le seul fils de l'ancienne Première ministre Benazir Bhutto et de son mari, le président de la République Asif Ali Zardari. Après l'assassinat de sa mère le 27 décembre 2007, son testament politique le désignant comme son successeur, il est élu à la tête du parti, bien que son père en assure la présidence effective jusqu'en 2015 étant donné le jeune âge de son fils. Il est élu député en 2018. Il devient ministre des Affaires étrangères dans le gouvernement de coalition de Shehbaz Sharif le 27 avril 2022.

## Biographie

### Famille et éducation

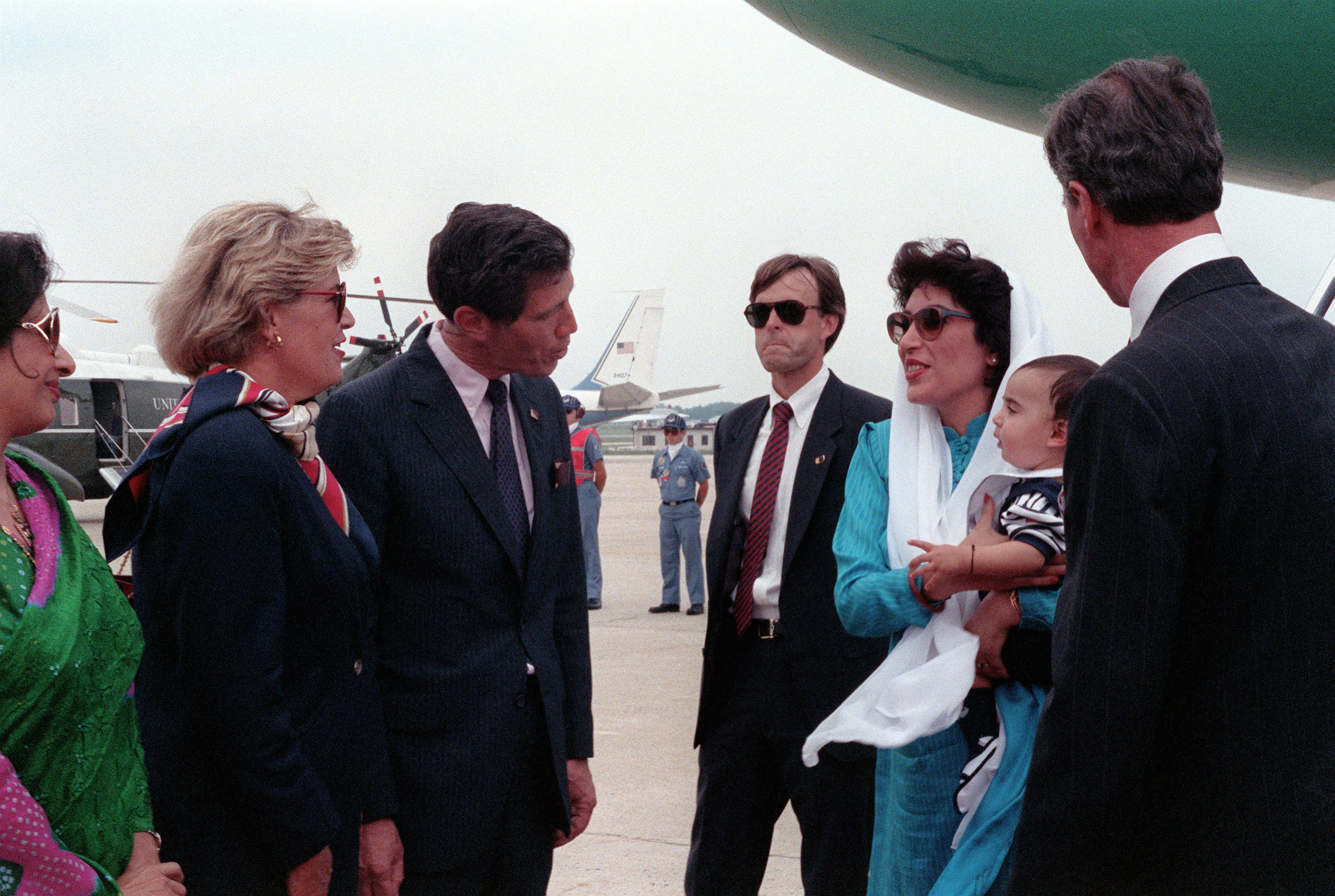
Bilawal Bhutto tenu par sa mère, en 1989.

Bilawal Bhutto Zardari né le 21 septembre 1988 à Karachi dans la province du Sind, est le premier des trois enfants et le seul fils de l'ancienne Première ministre Benazir Bhutto et l'ancien président de la République Asif Ali Zardari. Il est issu d'une ancienne influente famille, les Bhutto jouant déjà un rôle politique au temps de l'Inde britannique. Son grand-père Zulfikar Ali Bhutto est le premier dirigeant pakistanais directement issu des urnes, et sa mère devient en 1988, alors que Bilawal est âgé de trois mois, la première femme de l'ère moderne à être élue à la tête d'un pays musulman.
Bilawal a deux sœurs, Bakhtawar et Asifa.
Il effectue ses études primaires et secondaires au Pakistan, à l'Aitchison College de Lahore mais le quitte rapidement pour des raisons de sécurité, et poursuit sa scolarité au Karachi Grammar School puis à Islamabad. En 1998, il accompagne ses parents en exil politique puis suit sa scolarité à Dubaï et à Londres.
En 2007, à l'âge de 19 ans, il intègre l'université d'Oxford où il étudie l'histoire,. Il termine ses études en juin 2010 et obtient son diplôme.

### Carrière politique

#### Codirection du Parti du peuple pakistanais

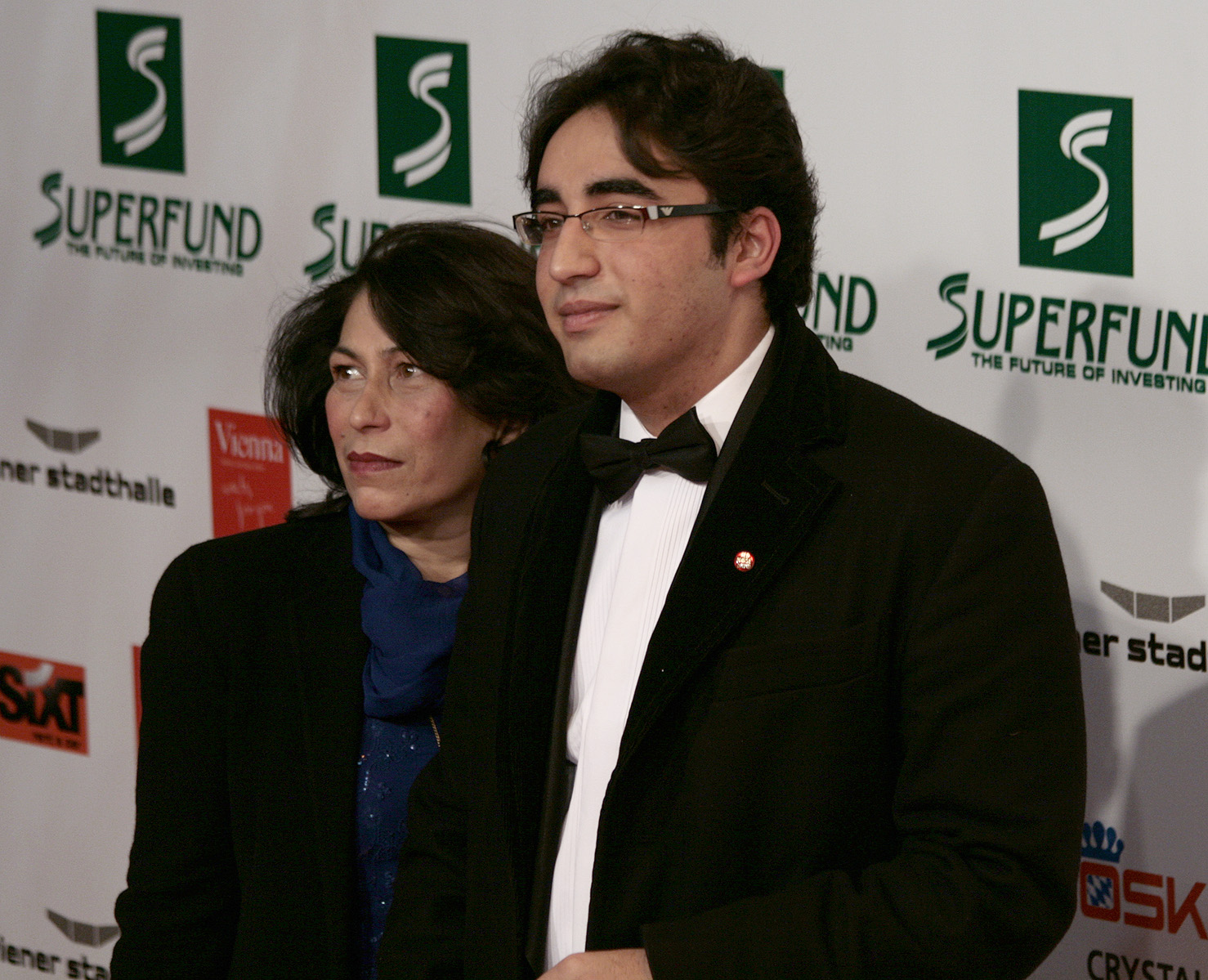
Bilawal et sa tante Sanam Bhutto en 2009.

Le jour de l'assassinat de sa mère, il se trouve en vacances dans leur maison de Dubaï. Il rentre vite au pays avec ses sœurs et son père pour assister aux funérailles le 28 décembre.
Le 30 décembre 2007 au cours d'une assemblée extraordinaire, Bilawal lit lui-même les dernières volontés de sa mère au cours de la réunion. Celle-ci souhaitait que son fils lui succède à la tête du parti.
Il est ensuite élu président du Parti du peuple pakistanais et ce malgré la contestation de certains membres du PPP qui le considèrent comme trop jeune pour assumer la tête du principal parti de l'opposition. Son père Asif Ali Zardari devient quant à lui coprésident, et deviendra en septembre 2008 président de la République.
Il faut cela dit souligner que son père est alors largement considéré comme le réel dirigeant du Parti du peuple pakistanais. Cette transmission du pouvoir au sein du parti est ainsi qualifiée de « dynastique », Bilawal représentant la quatrième génération des Bhutto alors que son père mène une sorte de « régence ».

#### Seul président du PPP

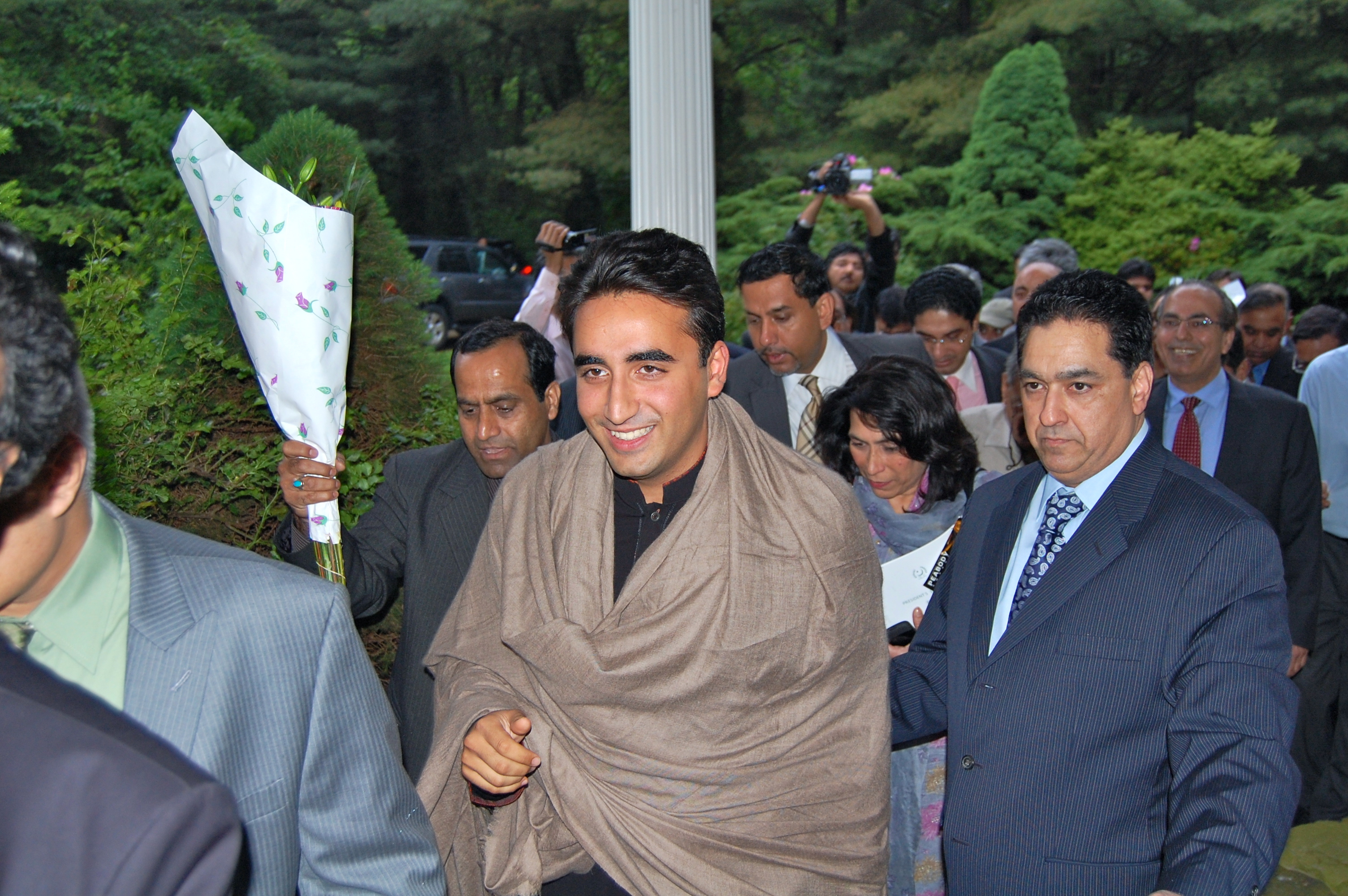
Bilawal Bhutto lors d'une réunion d’expatriés du PPP à New York, en 2012.

En septembre 2013, Bilawal obtient l'âge requis par la Constitution pour se faire élire député, et peut donc prétendre à prendre le rôle officiel de chef de l'opposition s'il est élu. Des spéculations se développent alors affirmant que Bilawal va se présenter à une élection partielle dans la circonscription no 204 de l'Assemblée nationale, à Larkana, un fief politique de sa mère, l'actuel député ayant démissionné.
Toutefois, des divisions au sein du parti sont apparues à propos de cette opportunité, certains y voyant un moyen de redynamiser et rajeunir un parti en perte de vitesse. D'autres considèrent qu'il est trop jeune et inexpérimenté pour mener l'opposition à l'Assemblée et devrait se concentrer sur la réorganisation du parti en vue des prochaines élections. Son père Asif Ali Zardari a rejeté cette hypothèse et indiqué que son fils se présenterait uniquement pour les élections législatives de 2018.
En 2015, Bilawal devient officiellement le seul président du parti alors que son père Asif Ali Zardari abandonne son poste de coprésident. Il garde cependant son influence sur le parti de par ses relations avec de nombreux membres importants.

#### Élections législatives de 2018

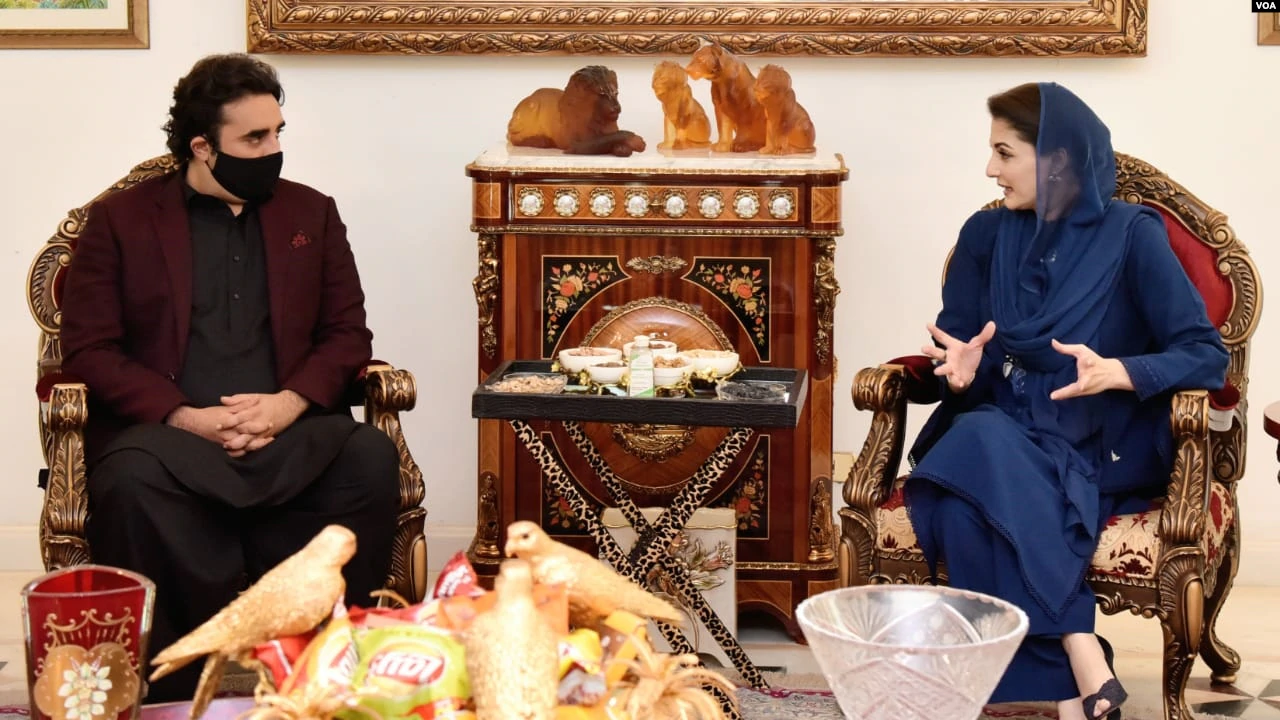
Bilawal s'entretient avec Maryam Nawaz Sharif, en 2021.

À l'occasion des élections législatives de 2018, au cours desquelles Bilawal Bhutto Zardari mène pour la première fois campagne, le PPP subit une deuxième défaite (après la deuxième place de 2013) et arrive en troisième place, perdant ainsi son rôle de meneur officiel de l'opposition à l'Assemblée nationale au profit de la Ligue musulmane du Pakistan (N), parti au pouvoir lors de la précédente législature, le Mouvement du Pakistan pour la justice arrivant en tête du scrutin.
Le parti gagne toutefois quelques députés fédéraux et conserve sa majorité absolue à l'Assemblée provinciale du Sind, province où son électorat lui reste fidèle. Pour sa part, Bilawal Bhutto Zardari remporte un siège de député à Larkana avec environ 56 % des voix, mais perd les deux autres circonscriptions dans lesquelles il s'est présenté, à Karachi et Malakand,.
Alors que sa performance en tant que meneur de la campagne est jugée honnête et son discours d'opposant à l'Assemblée nationale est salué, pour l'analyste politique Irfan Husain son père Asif Ali Zardari garde la main haute sur les décisions du parti et les consignes de votes de ses élus.

#### Ministre des Affaires étrangères
Le 27 avril 2022, il devient ministre des Affaires étrangères dans le gouvernement Shehbaz Sharif, poste qu'il conserve jusqu'à la fin de la législature en août 2023.

#### Élections législatives de 2024
Il est largement réélu député lors les élections législatives pakistanaises de 2024, dans les deux circonscriptions de Larkana et Qambar Shahdadkot, alors qu'aucun candidat des principaux partis ne s'est présenté contre lui.